# دان وينتيرز
دان وينتيرز (بالإنجليزية: Dan Winters)‏ هو مصور أمريكي، ولد في 21 أكتوبر 1962 في أوكسنارد في الولايات المتحدة.

## وصلات خارجية
- الموقع الرسمي
- دان وينتيرز على موقع ميوزك برينز (الإنجليزية)